# الواجهة البحرية (مسلسل)
الواجهة البحرية (بالإنجليزية: The Waterfront) هو مسلسل تلفزيوني درامي أمريكي من تأليف كيفن ويليامسون. عرض على نتفليكس في 19 يونيو 2025.

## القصة
مع تدهور إمبراطورية الصيد الشهيرة في ولاية كارولينا الشمالية، تكافح عائلة باكلي المتضررة لإحياء تراثها البحري المعرض للخطر.

## الممثلون
- هولت مكالاني في دور هارلان باكلي
- ماريا بيلو في دور ماي باكلي
- ميليسا بينويست في دور بري باكلي
- جيك ويري في دور كين باكلي
- رافايل ال سيلفا في دور شون ويلسون
- هامبرلي غونزاليس في دور جينا تيت
- دانييل كامبل في دور بيتون باكلي
- برادي هيبنر في دور ديلر هوبكنز
- مايكل غاستون في دور الشريف كلايد بورتر
- جيراردو سيلاسكو في دور وكيل إدارة مكافحة المخدرات ماركوس سانشيز
- توفر غريس في دور جرادي
- ديف أنابل في دور ويس لارسن

## الإنتاج
في 15 مايو 2024، أصدرت نتفليكس أمرًا بإنتاج مسلسل الواجهة البحرية. المسلسل من تأليف كيفين ويليامسون، وشارك أيضاً كمنتج تنفيذي إلى جانب بن فاست. شركات الإنتاج المشاركة في إنتاج المسلسل هي يونيفرسال تيليفيجن وأوتيربانكس انترتينمنت. يعمل ويليامسون أيضًا كمنتج للمسلسل. بعد أربعة أشهر، كان من المتوقع أن يُخرج ماركوس سيجا الحلقتين الأوليين، وأُضيف كمنتج تنفيذي.
في أغسطس 2024، تم اختيار هولت مكالاني وماريا بيلو لبطولة المسلسل. في 18 سبتمبر 2024، انضمت ميليسا بينويست وجيك ويري ورافايل ال سيلفا وهامبرلي غونزاليس ودانييل كامبل وبرادي هيبنر إلى فريق التمثيل كشخصيات رئيسية في المسلسل بينما انضم مايكل غاستون وجيراردو سيلاسكو إلى فريق التمثيل في أدوار ثانوية. في أكتوبر 2024، تم اختيار توفر غريس وأندرو كول لأداء أدوار ثانوية.  في 4 نوفمبر 2024، انضم ديف أنابل إلى فريق التمثيل في دور ثانوي.

### التصوير
تم التصوير الرئيسي للمسلسل في الفترة ما بين أغسطس 2024 وديسمبر 2024 في ويلمينغتون وساوثبورت بولاية نورث كارولينا في الولايات المتحدة الأمريكية. 

## الإصدار
صدر المسلسل في 19 يونيو 2025، بكل حلقاته الثمانية على منصة نتفليكس.

## روابط خارجية
- الواجهة البحرية على موقع IMDb (الإنجليزية)
- الواجهة البحرية على موقع ميتاكريتيك (الإنجليزية)
- الواجهة البحرية على موقع روتن توميتوز (الإنجليزية)
- الواجهة البحرية على موقع نتفليكس (الإنجليزية)
- الواجهة البحرية على موقع فيلمافينيتي (الإسبانية)
- الواجهة البحرية على موقع كينوبويسك (الروسية)
- الواجهة البحرية على موقع ألو سيني (الفرنسية)
- الواجهة البحرية على موقع قاعدة بيانات الفيلم (الإنجليزية)